# Stereodontopsis excavata
Stereodontopsis excavata är en bladmossart som beskrevs av Hisatsugu Ando 1971. Stereodontopsis excavata ingår i släktet Stereodontopsis och familjen Hypnaceae. Inga underarter finns listade i Catalogue of Life.